# Ružomberok
Ružomberok (tyska: Rosenberg, ungerska: Rózsahegy, polska: Rużomberk) är en stad i regionen Žilina i norra Slovakien. Staden som har en yta av 126,72 km² har en befolkning, som uppgår till 29 979 invånare (2005).